# Милош Јокић
Милош Јокић (7. јуна 1987) српски је фудбалер, који тренутно наступа за Каламату.

## Каријера
Милош Јокић је своју сениорску каријеру започео у екипи Радничког из Крагујевца, а касније прешао у чачански Борац, али мандат у том клубу провео на позајмицама у нижелигашким тимовима. Средином 2008. године, као члан Металца из Горњег Милановца, Јокић је неко време провео на проби у Црвеној звезди. Током пролећа наредне године, Јокић је наступао за Динамо из Врања, након чега је напустио клуб и заједно са двојицом саиграча прешао у сарајевски Олимпик. Јокић је, потом играо и за Чукарички и БАСК у Србији, а онда започео вишегодишњу инострану каријеру. Услед игара у мађарским клубовима, Солноку и Вашашу, Јокић је почетком 2012. године потписао трајни уговор са Металургом из Запорожја. У клубу се задржао до истека уговорне обавезе, 2015, док је касније играо у Грчкој, као члан Ламије, Трикале и Доксе Драме. Средином октобра 2018, вратио се у врањски Динамо, девет година након свог првог мандата у том клубу. Први наступ по повратку у клуб забележио је на утакмици шеснаестине финала Купа Србије, против Црвене звезде, а до краја календарске године одиграо је укупно 5 званичних сусрета. Клуб је напустио почетком наредне године, а нешто касније приступио је новосадском Пролетеру. Након полусезоне у екипи Пролетера, у јулу 2019. је потписао уговор са грчком Каламатом.